# Rocha da Pena
Die Rocha da Pena ist ein Tafelberg in der portugiesischen Region Algarve. Zur Bewahrung ihrer artenreichen Tier- und Pflanzenwelt sowie Kulturartefakte wurde sie im Jahr 2008 zum Landschaftsschutzgebiet erklärt.

## Geographie und Geologie
Die Rocha da Pena befindet sich im Barrocal, dem Landstrich zwischen der Küstenregion (Litoral) und dem dahinterliegenden Gebirge (Serra), im Kreis Loulé. Am Fuße des Berges liegen die Ortschaften Penino und Rocha. Das Gipfelplateau ist etwa zwei Kilometer lang, bis zu 500 Meter breit und bis zu 479 Meter hoch. Im Norden und Süden fällt es 50 Meter steil ab. Bei guter Sicht reicht der Blick im Süden bis zum Atlantik, im Westen bis zum Gebirgszug der Serra de Monchique und im Norden zur Serra do Calderão.
Der Berg besteht aus besonders hartem Kalkstein und zeigt typische Karstmerkmale wie Karrenfelder, Dolinen, Polja und Höhlen. Im Osten der Rocha da Pena gibt es einige Hügel aus Glimmerschiefer.

## Flora und Fauna
Die Diversität der Pflanzenwelt im Landschaftsschutzgebiet Rocha da Pena ist hoch. Man nimmt an, dass hier mehr als 500 verschiedene Pflanzenarten wachsen, darunter die nur auf der Iberischen Halbinsel vorkommende Pfingstrose Paeonia broteri, die nur in Portugal wachsende Narzisse Narcissus calcicola und die auf das Barrocal beschränkte Bellevalia dubia subsp. hackelii, eine Unterart der Bellevalia dubia. Heilpflanzen wie Borretsch und Montpellier-Zistrose sind hier ebenso zu finden wie die Gewürzpflanzen Rosmarin und Schopf-Lavendel. Von wirtschaftlicher Bedeutung im Gebiet sind der Johannisbrotbaum und die Echte Feige. Im Frühjahr blühen verschiedene Arten von Orchideen am Rocha da Pena.
Auf dem Plateau leben Wildschweine und Wildkaninchen. Außerdem sind kleinere Raubtiere wie der Rotfuchs, die Kleinfleck-Ginsterkatze und der Ichneumon im Gebiet heimisch. Als weitere Säugetierarten kommen die Langflügelfledermaus und das Kleine Mausohr vor. Größer ist die Artenvielfalt der Vögel. Von 124 beobachteten Arten nistet die Mehrzahl auch hier. Bemerkenswert sind die Raubvögel unter diesen: Mäusebussard, Habichtsadler, Steinkauz und Uhu. Anzutreffen sind auch der Pirol, der Bienenfresser, die Rötelschwalbe, der Eichelhäher, die Samtkopf-Grasmücke, der Rotkopfwürger, die Blaumerle und der Kuckuck. Graureiher und Rotdrosseln überwintern im Gebiet.

## Prähistorische Verteidigungswälle
Auf dem Plateau der Rocha da Pena befinden sich zwei Steinwälle, die sich über seine gesamte Breite erstrecken und Verteidigungszwecken dienten. Sie werden in die Eisenzeit datiert. Während der Reconquista sollen die Mauren nach dem Fall der Burg von Salir hinter den Wällen Zuflucht gesucht haben. Eine Höhle auf dem Plateau trägt noch heute den Namen Algar dos Mouros (Maurenhöhle).

## Natura-2000-Gebiet
Die Rocha da Pena gehört zum Netzwerk der Natura-2000-Gebiete. Sie wurde erstmals 1991 als Naturschutzgebiet (Sítio Classificado) in den Gemeinden Salir und Benafim ausgewiesen. Seit 2008 besitzt sie den Status eines Paisagem Protegida Local.

## Freizeitaktivitäten
Die Rocha da Pena ist ein beliebter Kletterfelsen mit über 70 Routen in zwölf Sektoren.
Der etwa 5 km lange Rundwanderweg „LLE PR18 – Rocha da Pena“ führt von den Ortschaften Rocha und Penina über das Plateau des Tafelbergs. Drei Abzweige leiten zum höchsten Punkt des Bergs am Südhang, zu einem nördlichen Aussichtspunkt und zu den Ruinen zweier Windmühlen auf dem östlichen Ausläufer des Bergs. Die Route ist gelb/rot markiert und mit mehreren Informationstafeln versehen.

## Galerie

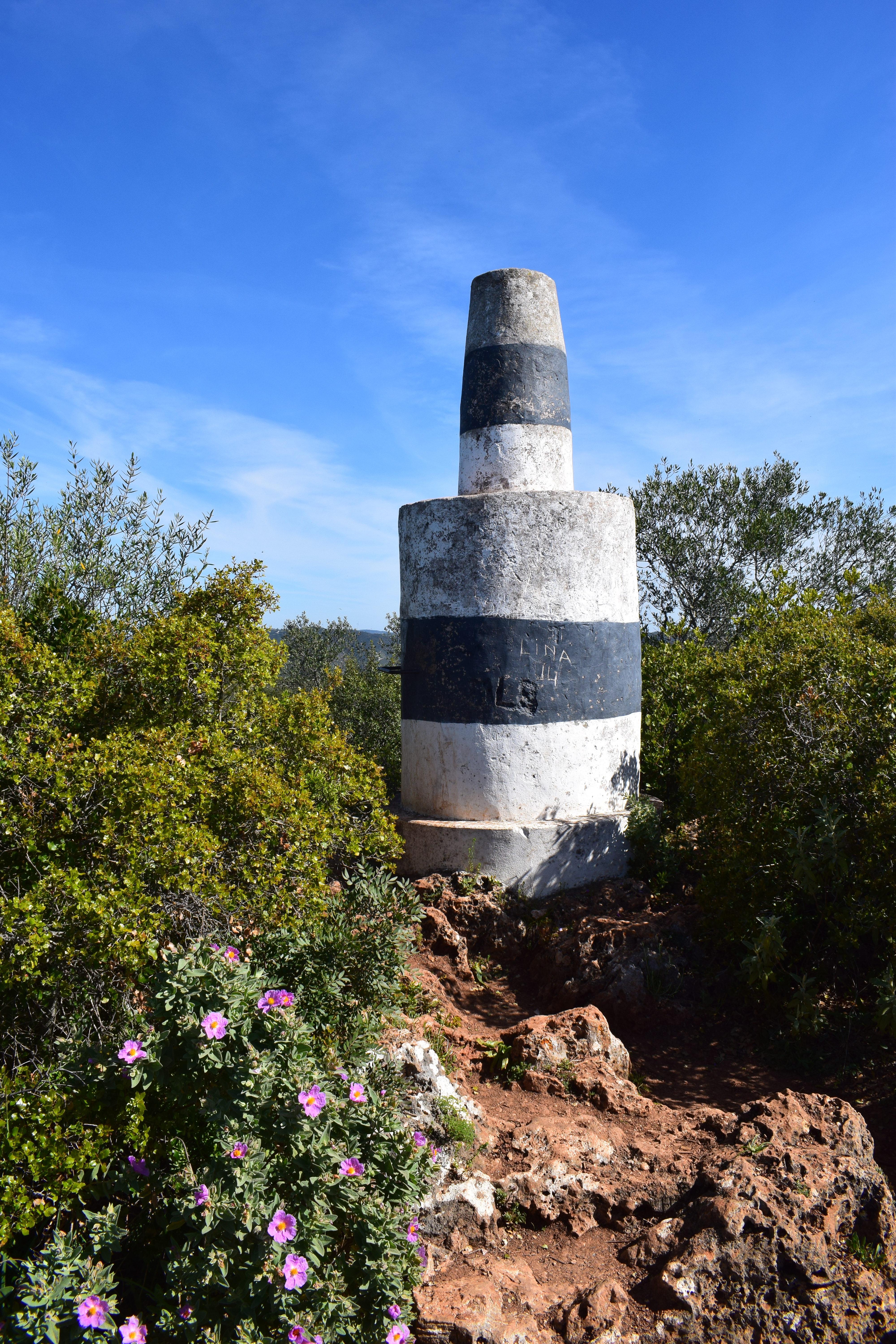
Gipfel der Rocha da Pena
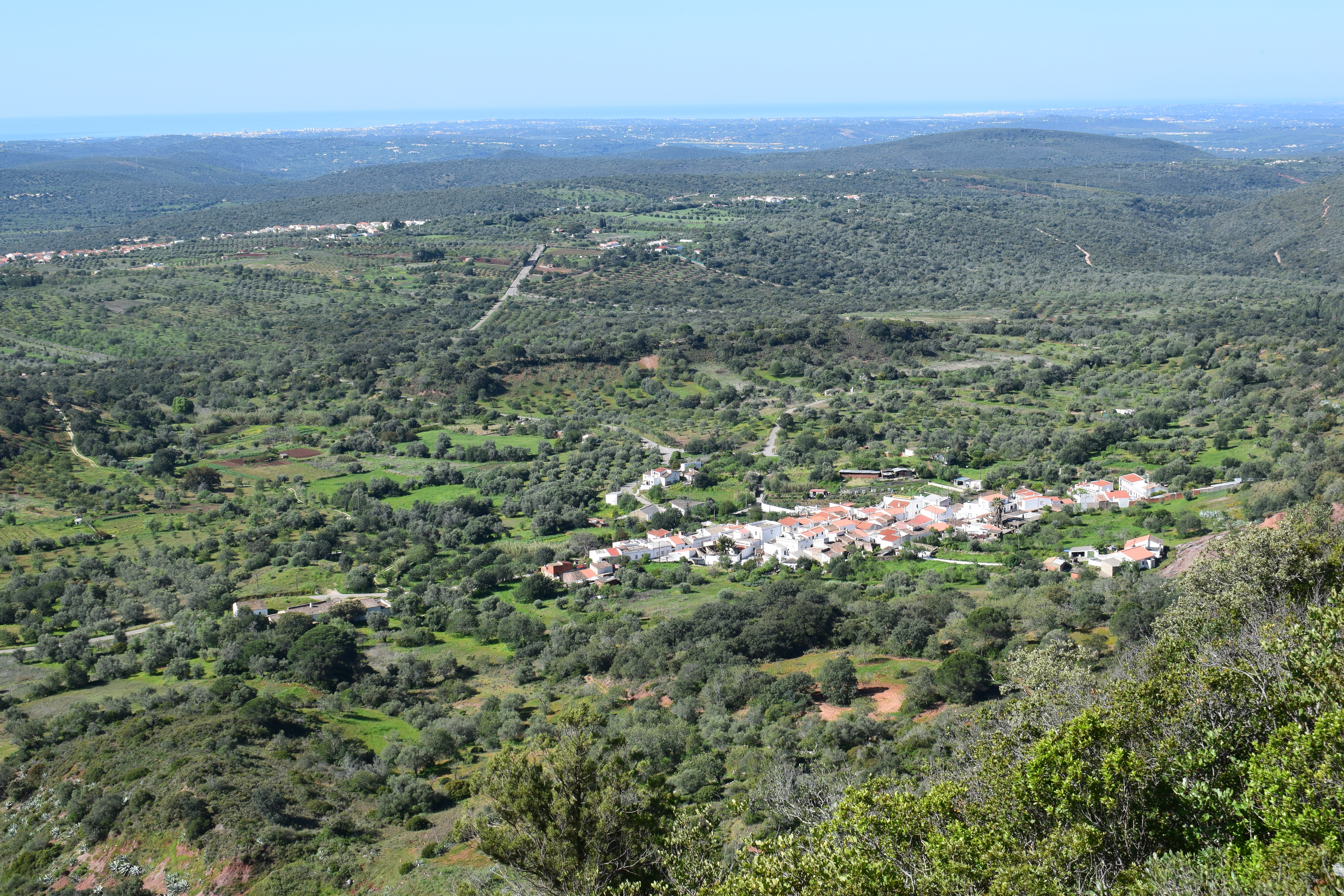
Blick vom Rocha da Pena über Penina bis zum Meer
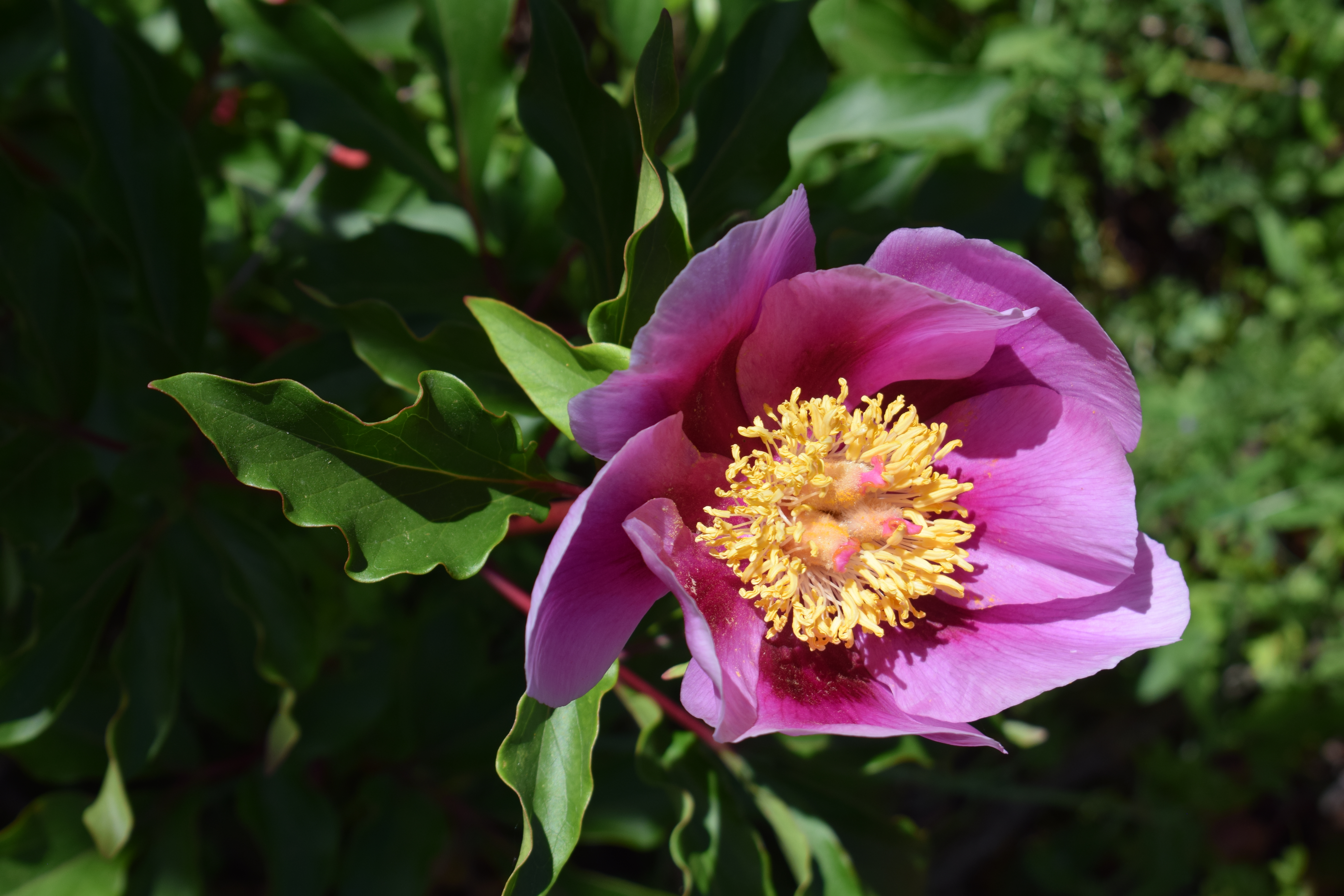
Pfingstrose Paeonia broteri
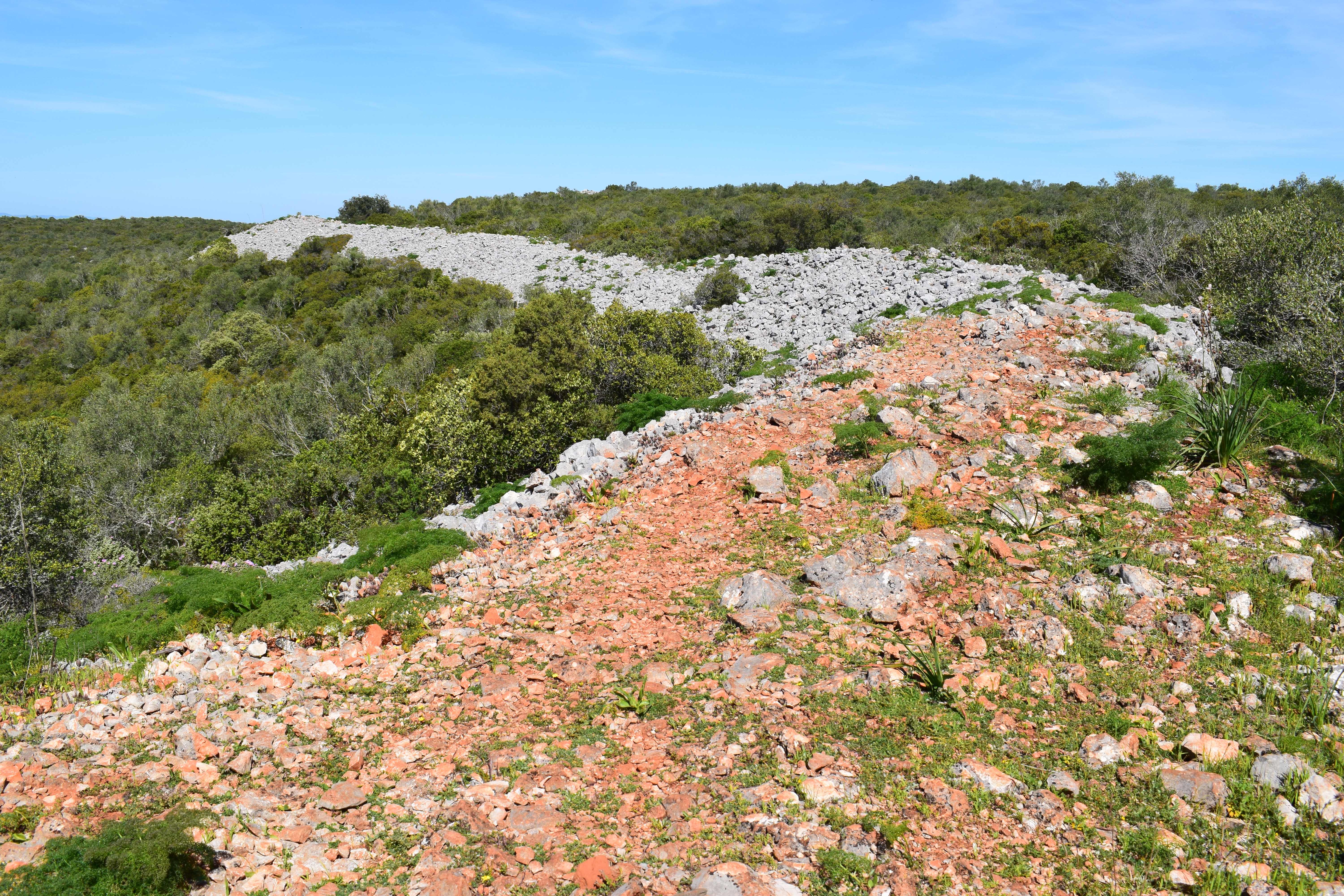
Verteidigungswall aus der Eisenzeit